# نوفوالكسندروفسك
نوفوالكسندروفسك (بالروسية: Новоалександровск) هي إحدى مدن روسيا في الكيان الفدرالي الروسي ستافروبول كراي.

## أعلام
- دميتري كيريتشينكو